# Hargarten (Eifel)
Hargarten ist eine Ortsgemeinde im Eifelkreis Bitburg-Prüm in Rheinland-Pfalz. Sie gehört der Verbandsgemeinde Arzfeld an.

## Geographie
Der Ort liegt im Westen der Eifel, nur wenige Kilometer östlich der Staatsgrenzen zu Luxemburg und Belgien.
Zu Hargarten gehört auch der Wohnplatz Sonnenhof sowie ein paar Häuser des Weilers Gesotz.
66,1 % des Gemeindegebiets werden landwirtschaftlich genutzt, 22,5 % sind von Wald bestanden (Stand 2018).
Nachbargemeinden sind Lascheid im Norden, Feuerscheid im Westen, Plütscheid im Süden, Lambertsberg im Westen.

## Geschichte
Bis Ende des 18. Jahrhunderts gehörte der Ort zum Kondominium Pronsfeld, das unter der gemeinsamen Landeshoheit des Kurfürstentums Trier und des Herzogtums Luxemburg stand. Nach der Annexion der Region durch französische Revolutionstruppen wurde Hargarten 1795 dem Kanton Arzfeld im Departement der Wälder zugewiesen. Aufgrund der Beschlüsse auf dem Wiener Kongress wurde das Gebiet und damit auch Hargarten 1815 dem Königreich Preußen zugesprochen. Unter der preußischen Verwaltung kam die Gemeinde Hargarten 1816 zum neu errichteten Kreis Prüm im Regierungsbezirk Trier. Sie gehörte zur Bürgermeisterei Waxweiler.
Bevölkerungsentwicklung
Die Entwicklung der Einwohnerzahl der Gemeinde Hargarten, die Werte von 1871 bis 1987 beruhen auf Volkszählungen:
| Jahr | Einwohner |
| ---- | --------- |
| 1815 | 20        |
| 1835 | 55        |
| 1871 | 66        |
| 1905 | 88        |
| 1939 | 102       |
| 1950 | 88        |
| 1961 | 95        |

| Jahr | Einwohner |
| ---- | --------- |
| 1970 | 98        |
| 1987 | 94        |
| 1997 | 99        |
| 2005 | 95        |
| 2011 | 93        |
| 2017 | 93        |
| 2023 | 94        |

## Politik

### Bürgermeister
Eugen Theisen ist seit dem 27. September 2022 Ortsbürgermeister von Hargarten.
Theisens Vorgänger Ulrich Kockelmann hatte das Amt 2014 übernommen. Da bei der Direktwahl am 26. Mai 2019 kein gültiger Wahlvorschlag eingereicht wurde, oblag die Neuwahl des Bürgermeisters dem Rat. Dieser bestätigte Kockelmann auf seiner konstituierenden Sitzung am 21. August 2019 einstimmig für weitere fünf Jahre in seinem Amt. Kockelmann musste es jedoch aufgrund einer Verfügung der kommunalen Aufsichtsbehörde im Frühjahr 2022 vorzeitig aufgeben, da er als Beschäftigter der Verbandsgemeinde Arzfeld nicht gleichzeitig Ortsbürgermeister einer ihrer Ortsgemeinden sein durfte. Kockelmanns Vorgängerin Irene Alff hatte das Amt bis 2014 inne.

### Wappen
| Wappen von Hargarten | Blasonierung: „Geviert von Rot mit einer silbernen Haspel sowie einer goldenen Ähre und Silber mit einer golden besamten blauen Flachsblüte sowie einer grünen Eichel.“ |
| Wappen von Hargarten | Wappenbegründung: Die Quadrierung des Schildes weist auf die Jahrhunderte dauernde Anbindung an das Kondominium Pronsfeld mit vier Herren sowie auf die heutigen vier Teile der Ortsgemeinde (Hauptort, Gesotz, Sonnenhof und Geweberwald) hin. Rot und Silber stehen für die ursprüngliche Zugehörigkeit zu Trier und die Beziehung zur Abtei Prüm. Silber sowie Blau weisen auf die zeitweilige Abhängigkeit von Luxemburg hin. Die silberne Haspel und die blaue Flachsblüte verweisen auf den Ortsnamen, der vermuten lässt, dass hier Flachs zur Faser- und Samengewinnung angebaut wurde. Die goldenen Ähren sowie die grüne Eichel symbolisieren die ehemalige Land- bzw. Waldwirtschaft. Das Wappen wurde am 21. Juli 2005 durch die Kreisverwaltung des Landkreises Bitburg-Prüm genehmigt. |

## Wirtschaft und Infrastruktur
Hargarten ist heute eine landwirtschaftlich geprägte Wohngemeinde. Seit 1971, als noch 21 landwirtschaftliche Betriebe gezählt wurden, hat die landwirtschaftlich genutzte Fläche von 183 ha auf 133 ha (2018) abgenommen, die von drei Betrieben bewirtschaftet wurden.
Der Ort liegt ca. 3 km östlich der Anschlussstelle Waxweiler/Schönecken der Bundesautobahn 60, die von Hargarten aus über die Landesstraße 33 erreichbar ist.